# Elliott Bennett
Elliott Bennett (ur. 18 grudnia 1988 w Telford) – angielski piłkarz występujący na pozycji pomocnika w Blackburn Rovers.